# Eirmocephala brachiata
Eirmocephala brachiata là một loài thực vật có hoa trong họ Cúc. Loài này được (Benth. ex Oerst.) H.Rob. mô tả khoa học đầu tiên năm 1987.